# 한리나
한리나(1995년 10월 27일 ~ )는 대한민국의 레이싱 모델이다.

## 경력

### 레이싱모델 경력
- 2018년 - CJ대한통운 슈퍼레이스 챔피언십 레이싱모델
- 2017년 - 대구 국제 미래자동차엑스포 레이싱모델 레이싱모델
- 2017년 - CJ대한통운 슈퍼레이스 챔피언십 레이싱모델
- 2017년 - 서울모터쇼 재규어 랜드로버 레이싱모델
- 2016년 - CJ대한통운 슈퍼레이스 챔피언십 레이싱모델

## 수상
- 2018년 - 케이모델 어워즈 아시아 미 어워즈 레이싱모델 인기상
- 2016년 - 오션월드 비키니 콘테스트 대상
- 2016년 - 레이싱모델 콘테스트 스킨에이지상